# PRオートメーション
PRオートメーションは2020年9月にサービス開始された広報・PRのDXツール。

## 概説
PRオートメーションは、総合PR会社株式会社プラップジャパンと、マーケティングSaaSのリーディングカンパニーの株式会社ショーケースの共同開発により誕生した。両社は、PRをデジタルで革新する合弁会社プラップノード株式会社を設立。当サービスの開発、発売に至る。
PRオートメーションは、企画からクリッピングまで、あらゆる広報業務をオンラインで実現するクラウド型広報・PRツールである。先進的なUI/UXで、業務を大幅に効率化。加えて、すべてのプロセスをクラウド上でワンストップ管理することにより、業務と成果の「見える化」を実現している。

## 沿革
- 2020 3月	株式会社プラップジャパン、株式会社ショーケースにより合弁会社「プラップノード株式会社」を設立
- 2020年	9月1日	β版サービス提供開始